# Ayrard d'Auch
Ayrard est le premier archevêque d'Auch, cité en 879 et en 906.

## Éléments biographiques
Ayrard est mentionné comme premier archevêque d'Auch dans une lettre rédigée par le pape Jean VIII et datée du 13 mai 879. Une charte de 906 mentionne un certain Ardilain archevêque d'Auch, et dom Louis-Clément Brugeles considère qu'il s'agit du même. Le raisonnement repose sur le fait que Garcie Ier est expressément mentionné comme le septième archevêque par la charte de Saint Venance et que l'on connait le nom de cinq archevêques entre Ayrard et Garcie,.